# Lisa Brenner
Cet article possède un paronyme, voir Lisa Bresner.
Lisa Brenner est une actrice américaine née le 12 février 1974 à Long Island, New York (États-Unis).

## Filmographie
- 1994 : La Force du destin ("All My Children") (série télévisée) : Allison Sloan (1994)
- 1995 : Another World (série télévisée) : Maggie Cory #5 (1995-1996)
- 1999 : Brookfield (TV) : Emma Preston
- 1999 : Undressed (série télévisée) : Jenny (1999: Season 1)
- 2000 : The Patriot : Anne Howard
- 2001 : The Groomsmen : Reese
- 2001 : Alex in Wonder : Jan
- 2001 : Les Experts (TV) : Kelsey Fram (Saison 2 Ep4)
- 2003 : The Diary of Ellen Rimbauer (TV) : Ellen Gilcrest Rimbauer
- 2003 : Finding Home : Amanda
- 2004 : The Crux : Woman in the Car
- 2004 : Roomies : Schitzo Applicant
- 2004 : Les Aventures de Flynn Carson : Le Mystère de la lance sacrée (The Librarian: Quest for the Spear) (TV) : Debra
- 2005 : McBride: Anybody Here Murder Marty? (TV) : Becky Tranter
- 2005 : Triangle (The Triangle) (feuilleton TV) : Helen Paloma
- 2008 : Mentalist (TV) : Jennifer Sands (Saison 1, Épisode 4)
- 2013 : Chavez de Diego Luna : Jackie Stringer
- 2015 : Esprits Criminels (TV) : Greta Thomas (Saison 10, Épisode 15)
- 2018 : Bad Samaritan de Dean Devlin : Helen Layton